# 錦繍中華 (小惑星)
錦繍中華 (3088 Jinxiuzhonghua) は、小惑星帯の小惑星。1981年に中国の紫金山天文台で発見された。
中国深圳市にある中国の代表的な名所旧跡をミニチュアで表現した公園、錦繍中華 (en:Splendid China) から名付けられた。